# Jordbærspinat
Jordbærspinat (Chenopodium capitatum) er en lav etårig plante, med små røde spiselige bær, bladene kan bruges som spinat. 
Planten bliver 50 cm høj, den stammer fra Nordamerika.